# NGC 3678
NGC 3678 је спирална галаксија у сазвежђу Лав која се налази на NGC листи објеката дубоког неба.
Деклинација објекта је + 27° 52' 1" а ректасцензија 11h 26m 15,7s. Привидна величина (магнитуда) објекта NGC 3678 износи 13,5 а фотографска магнитуда 14,3. NGC 3678 је још познат и под ознакама UGC 6443, MCG 5-27-71, CGCG 156-75, WAS 21, KUG 1123+281, PGC 35177.